# Дом друштва Црвеног крста
Дом друштва Црвеног крста с налази у Симиној улици бр. 19, у Београду, саграђена је 1879. године. Представља непокретно културно добро као споменик културе.
Дом је саграђен  по пројекту Александра Бугарског, као приземна зграда, док су два спрата и мансарда дозидани између 1925. и 1927. године. Зграду је подигло Друштво српског Црвеног крста за своје канцеларије и магацине, који су у рату претварани у болницу.
Дом Друштва Црвеног крста као грађевина у коме је више од једног века деловала и развијала се ова хуманитарна установа, од великог је значаја за историју развоја српског санитета и социјалне помоћи. Међу објектима који су проглашени за културна добра у Београду, Дом Друштва Црвеног крста заузима истакнуто место.